# Varvara Gracheva
Varvara Andrejevna Gracheva (Cyrillisch: Варвара Андреевна Грачёва) (Moskou, 2 augustus 2000) is een, in Rusland geboren, tennisspeelster uit Frankrijk. Sinds 26 juni 2023 staat zij bij de WTA als Française ingeschreven.

## Loopbaan
In 2017 won zij in Hammamet (Tunesië) haar eerste ITF-toernooi; in de finale versloeg zij Française Fiona Ferro.
In 2019 speelde zij op het Ladies Open in Lausanne haar eerste WTA-toernooi, en bereikte zij de derde ronde van de kwalificatie voor het US Open, die zij verloor van de Nederlandse Richèl Hogenkamp. In september 2019 won zij het $60k-ITF-toernooi van Saint-Malo (Frankrijk); in de finale versloeg zij de Oekraïense Marta Kostjoek – daardoor kwam zij binnen in de top 150 van de wereldranglijst. De week erop won zij het $60k-ITF-toernooi van Valencia (Spanje), door de Duitse Tamara Korpatsch in de finale te verslaan – dit was haar zevende ITF-titel.
In maart 2020 haakte Gracheva nipt aan bij de top 100. Zij had haar grandslamdebuut op het US Open 2020, waar zij meteen de derde ronde bereikte.
Op het WTA-toernooi van Saint-Malo 2021 bereikte zij de halve finale. Op het WTA-toernooi van Austin 2023 kwam zij in de finale, die zij verloor van de Oekraïense Marta Kostjoek. In april 2023 steeg zij naar de mondiale top 50 van het enkelspel

## Posities op deWTA-ranglijst
Positie per einde seizoen:
| jaar | rang enkelspel | rang dubbelspel |
| ---- | -------------- | --------------- |
| 2017 | 882            | –               |
| 2018 | 447            | 1233            |
| 2019 | 105            | –               |
| 2020 | 93             | 481             |
| 2021 | 79             | 149             |
| 2022 | 95             | 554             |
| 2023 | 44             | 903             |

## Palmares
| Legenda                 |
| ----------------------- |
| Grandslamtoernooi       |
| Olympische Spelen       |
| Year-End Championships  |
| Premier Mandatory       |
| Premier Five / WTA 1000 |
| Premier / WTA 500       |
| International / WTA 250 |
| Challenger / WTA 125    |

### WTA-finaleplaatsen enkelspel
| nr.              | finale     | toernooi   | ondergrond | tegenstandster | score    |         |
| ---------------- | ---------- | ---------- | ---------- | -------------- | -------- | ------- |
| gewonnen finales |            |            |            |                |          |         |
| geen             |            |            |            |                |          |         |
| verloren finales |            |            |            |                |          |         |
| 1.               | 2023-03-05 | WTA Austin | hardcourt  | Marta Kostjoek | 3-6, 5-7 | details |

## Resultaten grandslamtoernooien
| Legenda | Legenda                          |
| ------- | -------------------------------- |
| g.t.    | geen toernooi gehouden           |
| l.c.    | lagere categorie                 |
| –       | niet deelgenomen                 |
| G       | uitgeschakeld in de groepsfase   |
| 1R      | uitgeschakeld in de eerste ronde |
| 2R      | uitgeschakeld in de tweede ronde |
| 3R      | uitgeschakeld in de derde ronde  |
| 4R      | uitgeschakeld in de vierde ronde |
| KF      | uitgeschakeld in de kwartfinale  |
| HF      | uitgeschakeld in de halve finale |
| F       | de finale verloren               |
| W       | het toernooi gewonnen            |
| w-v     | winst/verlies-balans             |

### Enkelspel
| toernooi        | 2020 | 2021 | 2022 | 2023 | 2024 |
| --------------- | ---- | ---- | ---- | ---- | ---- |
| Australian Open | –    | 2R   | 1R   | 3R   | 2R   |
| Roland Garros   | 1R   | 3R   | 3R   | 2R   | 4R   |
| Wimbledon       | g.t. | 1R   | –    | 2R   |      |
| US Open         | 3R   | 3R   | 1R   | 1R   |      |

### Vrouwendubbelspel
| toernooi        | 2020 | 2021 | 2022 | 2023 | 2024 |
| --------------- | ---- | ---- | ---- | ---- | ---- |
| Australian Open | –    | –    | 1R   | –    | 1R   |
| Roland Garros   | 2R   | 2R   | 1R   | 1R   | 1R   |
| Wimbledon       | g.t. | 3R   | –    | 1R   |      |
| US Open         | –    | 2R   | 1R   | 1R   |      |